# Xylopteryx anodina
Xylopteryx anodina là một loài bướm đêm trong họ Geometridae.